# ヴェリコ・ビルマンチェヴィッチ
ヴェリコ・ビルマンチェヴィッチ（セルビア語: Вељко Бирманчевић, ラテン文字転写: Veljko Birmančević、1998年3月5日 - ）は、セルビアのサッカー選手。ポジションはミッドフィールダー。

## クラブ経歴
2023年6月、トゥールーズFCからACスパルタ・プラハに1年契約でレンタル移籍した。
2024年3月5日、ACスパルタ・プラハに完全移籍した。
2023-24シーズンはフォルトゥナ・リガとMOLカップの国内二冠に貢献しリーグMVP、リーグ最優秀ミッドフィールダー、リーグ最優秀外国人のタイトルを受賞した。

## 代表経歴
2021年1月25日の国際親善試合、ドミニカ共和国戦に出場しセルビア代表デビューを果たした。
2024年5月27日、UEFA EURO 2024本大会のメンバー26人に選出された。